# Hols kyrka
Hols kyrka är en kyrkobyggnad i Hol i i Skara stift. Den är församlingskyrka i Hols församling.  

## Kyrkobyggnaden
Kyrkan ligger på en grusås i Säveåns dalgång invid ett stort järnåldersgravfält. De äldsta delarna är från 1200-talet. År 1611 plundrades kyrkan av danskarna och för en tid använde de kyrkan som stall. Kulhålen i den järnbeslagna medeltidsdörren tillkom då. Byggnaden bestod från början endast av ett långhus. Det försågs 1776 med ett tresidigt avslutat kor och ett litet trätorn i väster. Brädtaket bemålades 1789 med keruber svävande bland moln av Johan Lundgren. 
Vid en restaurering 1942 förstärkte man barockatmosfären, bland annat genom att bygga nya slutna bänkar. Till kyrkogården leder en stiglucka. 

## Inventarier
- Madonnaskulptur med tronande Maria från 1200-talets mitt utförd i ek. Höjd 116 cm. Maria och Kristusbarnet är skurna tillsammans.[1]
- Madonnaskulptur från altarskåp utförd under senare delen av 1200-talet i ek. Marias höjd 28 cm. Förvaras på Statens historiska museum.[1]
- En runsten ristad över en Gudmund återfinns i vapenhuset sedan 1905.
- Altaruppsatsen utförd av bildhuggaren Gustav Kilman 1703 har motivet Golgata.
- Predikstolen tillverkad 1709 av Gustaf Kihlman.

## Klockor
Kyrkan har två medeltida klockor.
- Storklockan är av romansk typ och har ett skriftband med fyra små ristade kors. Den har även ett gjutarmärke i form av ett stort A.
- Lillklockan är av en senmedeltida typ. Utanpå slagringen finns inskriften ANNO: I : 8 : X : X vilket troligen anger att den gjutits 1520.[2]

## Orgel
Orgeln, som är placerad på läktaren i väster, byggdes 1947 av Olof Hammarberg och har sju stämmor fördelade på två manualer och pedal. Den samtida fasaden är stum.

## Bilder

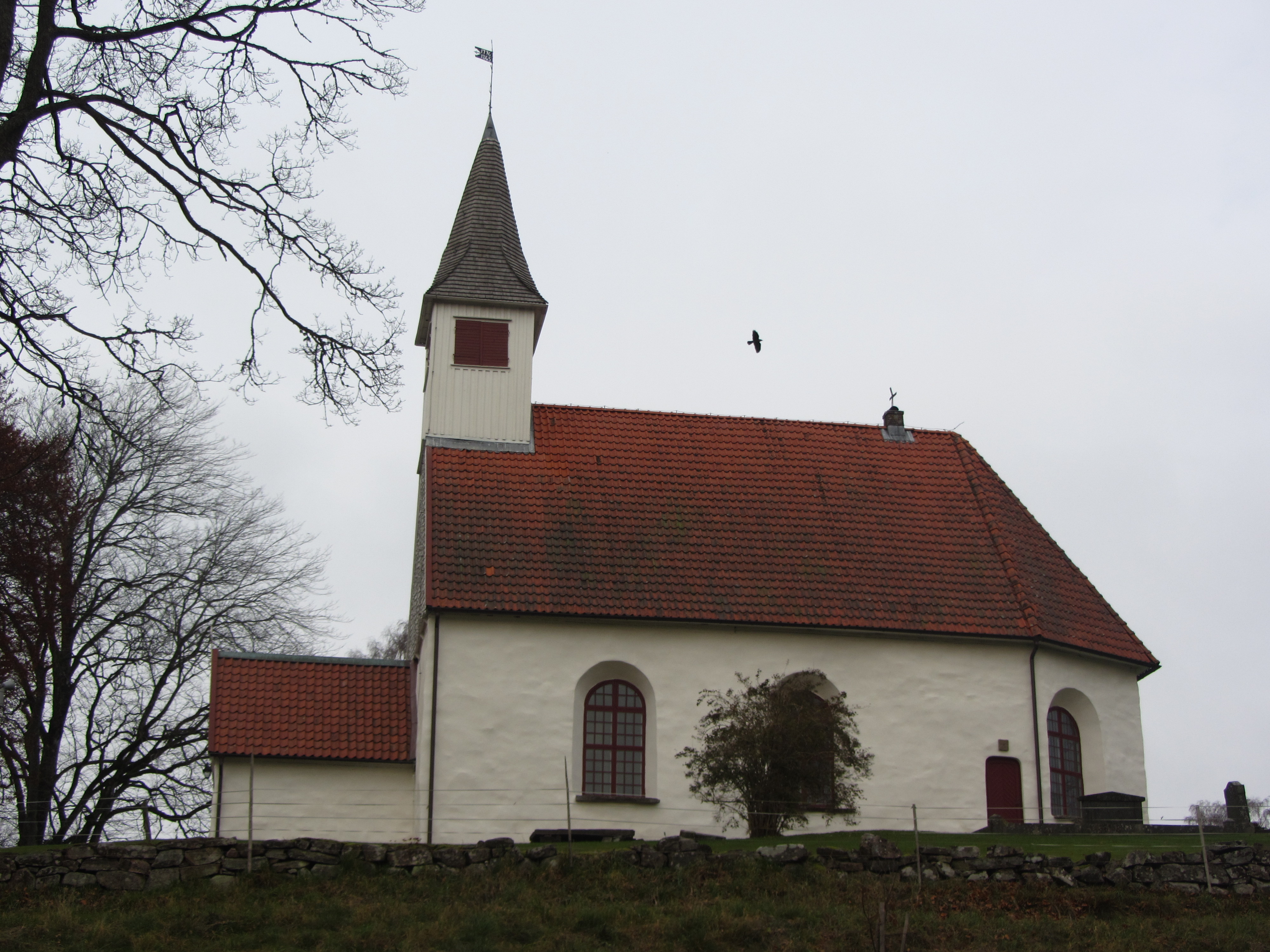
Exteriör
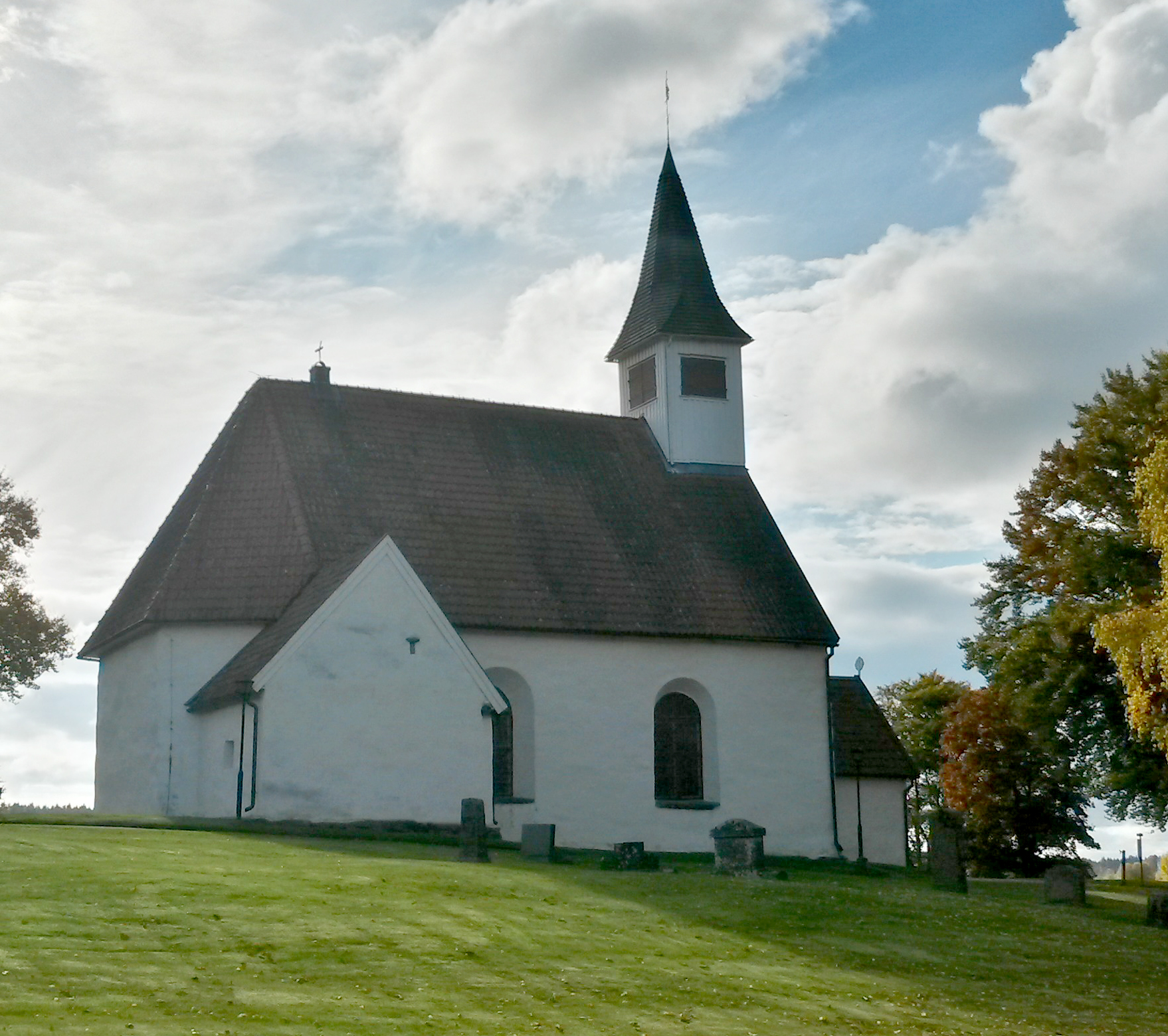
Exteriör
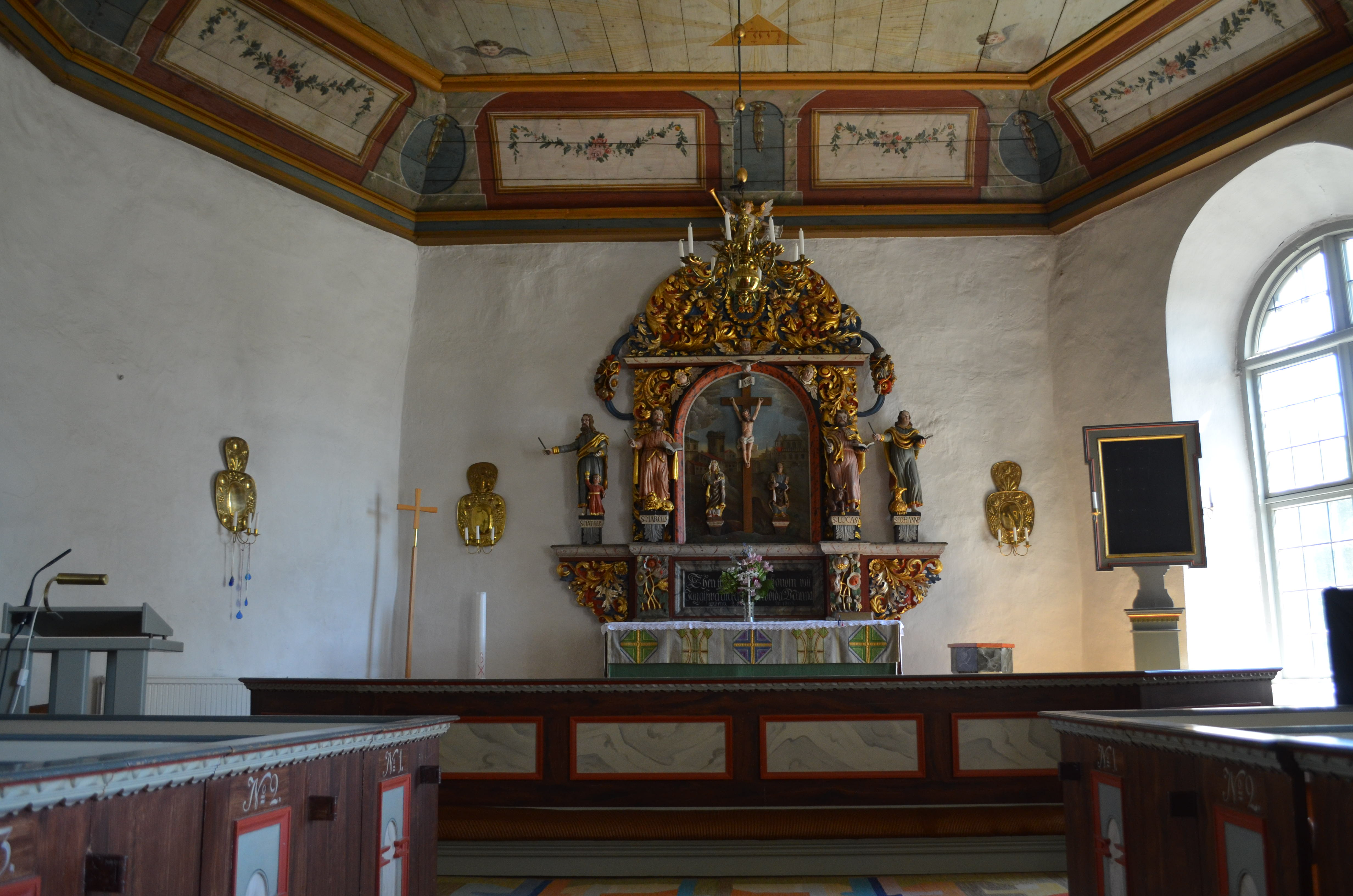
Interiör mot koret
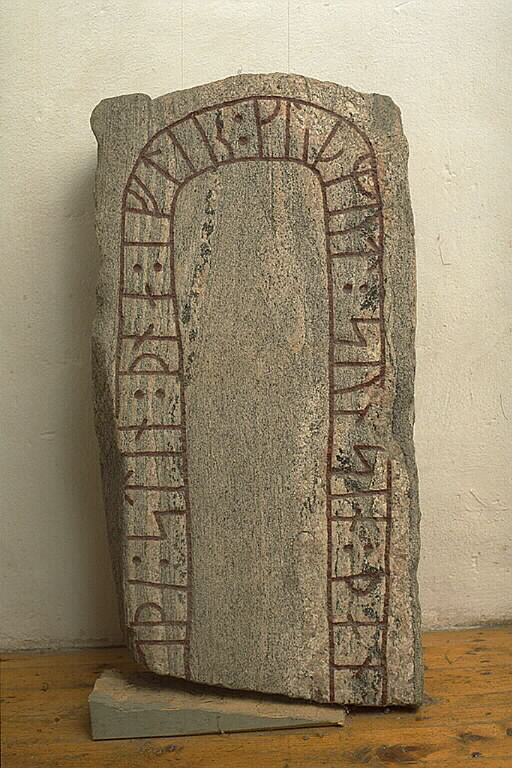
Runstenen Vg 155.